# Heinz Leitermann (Fotograf)

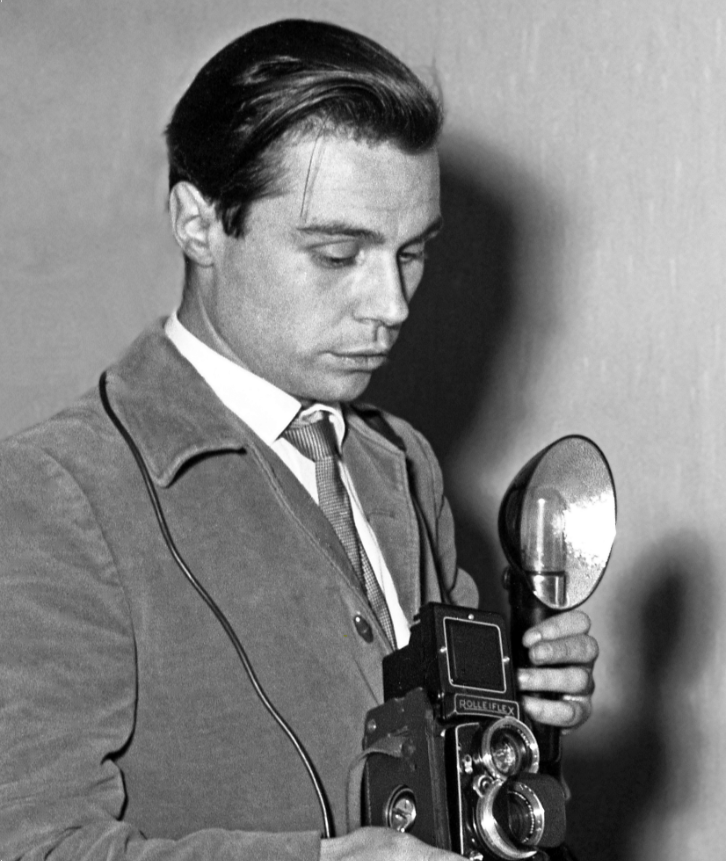
Heinz Leitermann,
späte 1950er oder frühe 1960er Jahre

Heinz Leitermann (* 19. April 1931 in Frankfurt am Main; † 20. April 2016 auf Elba) war ein deutscher Fotograf, Journalist, Filmemacher und Künstler.  In der Zeit der 1950er, 1960er und bis in die späten 1970er Jahre hinein schuf er Filme und Fotografien zu politischen, gesellschaftlichen sowie alltäglichen Ereignissen und Themen.

## Leben
Zwischen 1947 und 1951 absolvierte Leitermann eine Ausbildung zum Portraitfotografen im Fotoatelier Erich Hofmann in seiner Geburtsstadt Frankfurt. Während der Lehre erschien sein erstes Pressefoto  – ein brennendes Haus aus seiner Nachbarschaft  – in der Frankfurter Rundschau. Neben der Ausbildung engagierte sich Leitermann gesellschaftlich: 1948 gründete er die erste deutsche Amateur Baseball Mannschaft The Frankfurt Juniors auf dem WACS Athletic Field der US-amerikanischen Streitkräfte.
Ab 1951 erstellte Leitermann als Polizei- und Lokalreporter Reportagen für verschiedene Zeitschriften und Zeitungen sowie für den Hessischen Rundfunk. 1955 erschien unter dem Titel Laddys gefährliches Reporterleben im Spiegel ein Bericht über Leitermanns Tätigkeit als Polizeireporter.
1961 begann er seine Tätigkeit für die in Frankfurt am Main erscheinende, englischsprachige Zeitung Overseas Weekly, die in einer Auflage von wöchentlich 50.000 Exemplaren erschien. Im selben Jahr berichtete er zudem für die englische Zeitung Sunday Telegraph. In diesem Rahmen schuf Leitermann Reportagen und Fotodokumentationen über das Leben der algerischen Soldaten sowie der Zivilbevölkerung im Befreiungskrieg. Außerdem fertigte er für die ARD Filme über den Befreiungskrieg und die Staatsgründung Algeriens an.
1962 dokumentierte er, im Auftrag der ARD, die Sicherung des brüchigen Friedens zwischen Israel und Ägypten durch UN-Soldaten. In den Jahren von 1964 bis 1974 berichtete er für die US-amerikanische Nachrichtenagentur United Press International (UPI) unter anderem über die Studentenunruhen vom Mai 1968 in Frankreich, über die Olympischen Sommerspiele in Mexiko, sowie über das dort kurz zuvor geschehene Massaker von Tlatelolco, bei dem bis zu 300 Demonstranten von Soldaten erschossen worden waren. Später wurde Leitermann von den mexikanischen Behörden deswegen unter Druck gesetzt, konnte jedoch die Filme im Diplomatengepäck der US-Botschaft außer Landes schmuggeln. Im Rahmen seiner Tätigkeit als Reporter befasste er sich außerdem mit dem Jom-Kippur-Krieg 1973 zwischen  Israel auf der einen, Ägypten, Syrien und weiteren arabischen Staaten auf der anderen Seite, dem Putsch in Chile und dem damit verbundenen Sturz und Tod Salvador Allendes im selben Jahre, der Fußball-Weltmeisterschaft 1974 in Deutschland sowie dem beginnenden Ost-West-Dialog in Europa auf beiden Seiten des so genannten Eisernen Vorhanges.
Nach dem Tod seines Vaters im Jahr 1976 hatte Heinz Leitermann keine Verwandtschaft mehr in Deutschland. 1977 beendete er seine berufliche Tätigkeit als Journalist und siedelte nach Italien um. Auf der Insel Elba betrieb er bis 1979 in Capoliveri ein Grillrestaurant. Die Frankfurter Rundschau berichtete darüber unter der Überschrift Gastarbeiter auf der Insel Elba. Bis ins Rentenalter vermietete er Sonnenliegen und -schirme sowie Boote in der Bucht von Morcone.
Am 20. April 2016 starb Heinz Leitermann im Alter von 85 Jahren. Seine Asche wurde im Meer vor Elba bestattet.

## Nachlass
Neben Zeitungs- und Zeitschriftenartikeln von ihm und über ihn, sowie archivierten Filmen, hinterließ Heinz Leitermann unter anderem eine Sammlung von rund 10.000 Bildern seines fotografischen Œuvres. In diesem sind die Aufnahmen zu den Themenkreisen Algerien, Sinti und Roma, Wirtschaftswunder und Prominente von herausragender Bedeutung.

### Algerien

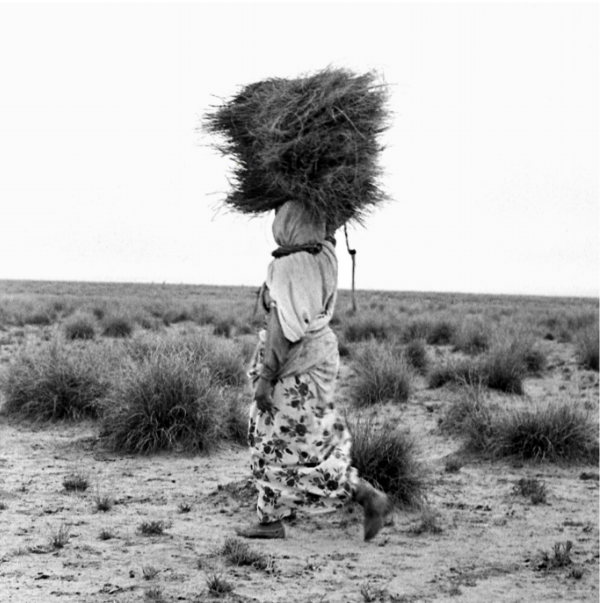
Brennmaterial sammelnde Berberfrau gegen Ende des Algerienkrieges

Mit 29 Jahren verbrachte Heinz Leitermann ein Jahr als Fotograf und Filmjournalist in Algerien. Zu dieser Zeit war das Ende des Algerienkriegs schon spürbar. Nach eigenen Angaben war er der erste westliche Berichterstatter, der „hinter den Linien“, also auf der Seite des bereits befreiten Teils Algeriens arbeitete, was ihn anschließend für längere Zeit in Frankreich zur Persona non grata machte.

Anstelle von Kriegsszenen fotografierte Leitermann alltägliche Situationen und Nahaufnahmen von der Bevölkerung und den Soldaten: unter anderem Frauen beim Wäsche waschen in einer Oase, Rebellen, die Waffen mustern und sich dabei lachend unterhalten, sowie das Leben der nomadisierenden Berber.

### Sinti und Roma

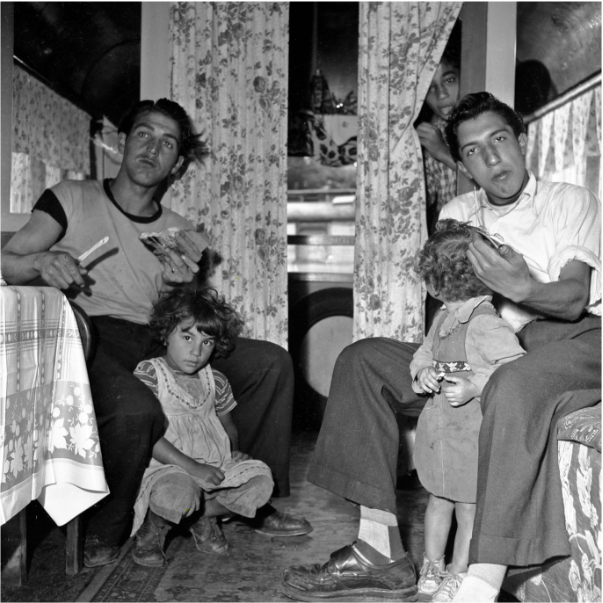
Einblick in das Wohnzimmer einer Sinti- oder Roma-Familie

In der Nachkriegszeit fertigte Heinz Leitermann eine ganze Reihe von Fotos in einem Barackenlager für Sinti und Roma in Frankfurt am Main. Solche Zwangslager betrieb Frankfurt seit 1929 auf Anordnung der 
sozialdemokratischen Stadtführung. Über die Positionierung Heinz Leitermanns zu diesen Maßnahmen ist nichts bekannt. Die Fotografien Leitermanns wurden jedoch in Rezensionen thematisiert. In diesen heißt es: Die „Abgebildeten [werden nicht] entpersonalisiert, als „Wilde“ dargestellt, als Trophäe, tanzend und musizierend“. Hingegen würden individuelle Emotionen abgebildet, der „Ausdruck des Einzelnen. Wir sehen Fürsorge, Freude, Versunkenheit, Liebe und Zutrauen.“

### Nachkriegszeit
Als Angehöriger der letzten Kriegsgeneration erlebte Heinz Leitermann die prekären Lebensbedingungen in Frankfurt am Main während der Kriegs- und Nachkriegszeit. Zum Kriegsende war Leitermann 14 Jahre alt. Die Erlebniswelt von Heinz Leitermann war geprägt von „Wohnungsnot, schmaler Kost, Schwarzmarkt, Swing- und Jazz-Musik, Rundfunkserien, der amerikanischen Besatzung, Werbung, und später der Wirtschaftswunderzeit mit gefüllten Regalen, Kinos, Geschäftemachern und einer sich exponierenden Halb- und Unterwelt“. In einer Veröffentlichung der Universität Witten/Herdecke in Kooperation mit dem Ruhrstadt-Verlag wird von einem damaligen Freund Heinz Leitermanns, dem Vibraphonisten Lennie Cuje, rückblickend auf ihre gemeinsame Jugend, wie folgt erinnert: „Wir waren bekannt als die Könige der Kaiserstraße. Wir kannten jede Ecke auf dem Schwarzmarkt und jeden Puff von der Kaiser- bis zur Taunusstraße. Ja, das waren die Zeiten. Tolle Erinnerungen.“
Heinz Leitermann hielt eine Vielzahl von Eindrücken aus dieser Zeit fotografisch fest, etwa „amerikanische GIs, die Menschen der Halb- und Unterwelt, kleine Handwerker und Ladenbesitzer, Prominente, Künstler und Publikum der Jazzclubs, Kunden vor den Auslagen der Geschäfte, die Menschen vor den Kinos und Varietés, Misswahlen, Mannequinschulen und das Börsenbankett [sic]“.

### Prominente

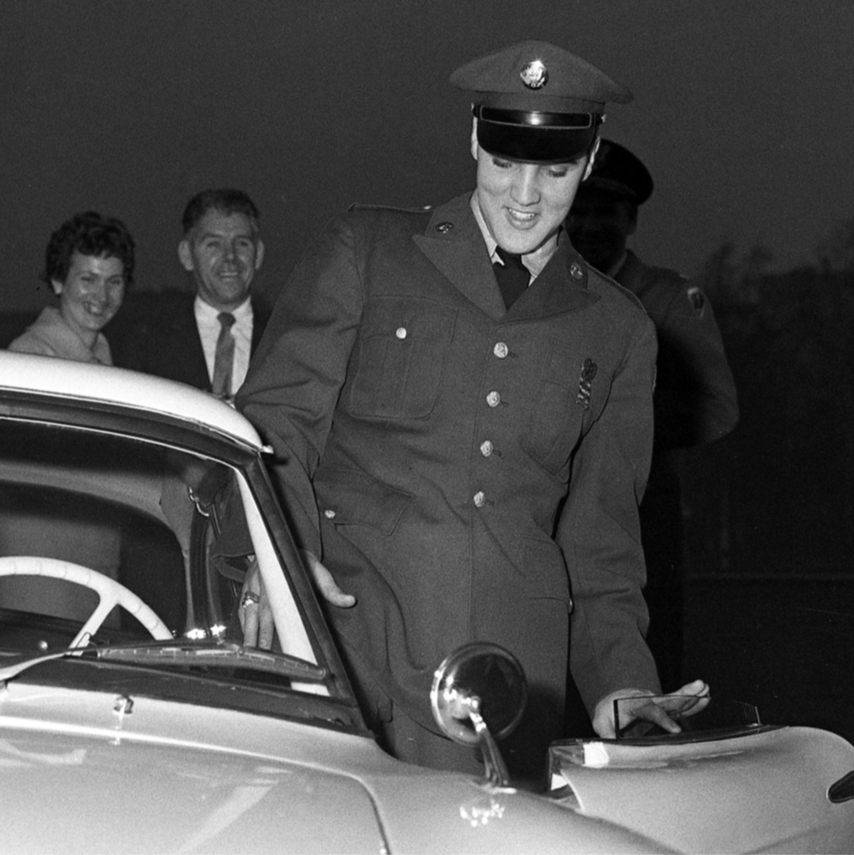
Elvis Presley während seiner Militärdienstzeit in Deutschland
(um 1958/1959)

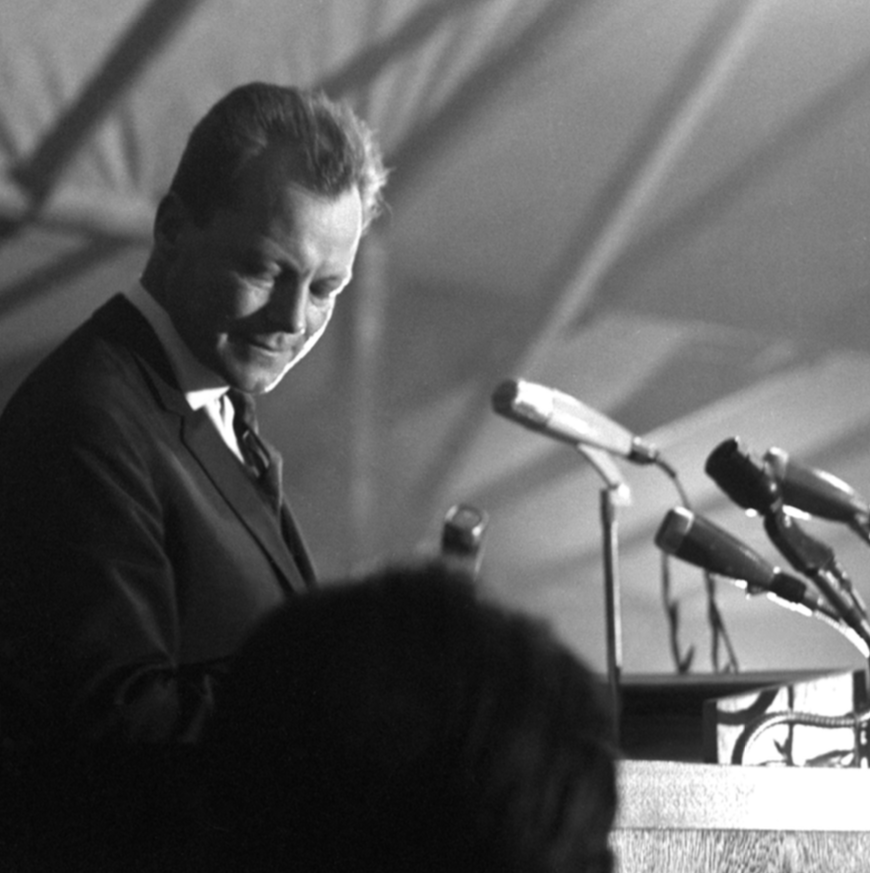
Nachdenklicher Willy Brandt

Heinz Leitermann portraitierte zudem prominente Künstler, wie Elvis Presley, Nat King Cole, Josephine Baker, Count Basie, Sammy Davis jr., Lionel Hampton, Joan Crawford, Sophia Loren, Horst Buchholz, Caterina Valente sowie Politiker, wie Willy Brandt und John F. Kennedy. In einer Kritik wird insbesondere sein enthüllender, fotografischer Blick gewürdigt: „Indem Heinz Leitermann in seinen Portraits von Prominenten den Fokus nicht auf die ihnen zugeeignete Pose legt, sondern auf das sich im ungewohnten Blick zeigende Wesen, entlarvt er die Fotografierten in ihrer ursprünglichen Menschlichkeit (...)“

## Ausstellung
Unter dem Titel „Das fotografische Werk von Heinz Leitermann“ hat die Universität Witten/Herdecke eine Ausstellung seiner Werke konzipiert. In diesem Rahmen sollen bisher nicht publizierte Fotografien und Filme der Öffentlichkeit zugänglich gemacht werden. Die ursprünglich schon für den Juli 2020 geplante Ausstellung musste verschoben werden, die Eröffnung ist nun für den 29. Oktober 2020 geplant, die Ausstellungsdauer bis zum 29. November 2020 vorgesehen, wie der offiziellen Webpräsenz der Wittener Universitätsgesellschaft zu entnehmen ist.

## Rezeption
Der Sozialphilosoph Martin W. Schnell betont drei Aspekte zur Ästhetik der Fotografien Heinz Leitermanns. Zum ersten die Reproduzierbarkeit von Fotos, die nach Walter Benjamin die Einmaligkeit eines Bildes aufhebe und damit dem Foto Beweiskraft verleihe. Die Arbeiten Leitermanns seien in diesem Kontext zu sehen. Sie zeigten Zeitgeschehen aus einer bestimmten Sicht und trügen durch ihre Verbreitung zur Aufklärung bei.

Zweitens konstatiert Schnell, dass die Art und Weise Leitermanns, Menschen zu fotografieren, keine reine Betrachtung von außen darstelle, sondern insbesondere durch das Stilmittel des direkten Blicks des Portraitierten den Betrachter in einen Dialog mit diesem verwickle.

Zuletzt nennt Schnell die „Bezeugung der Gewesenheit sterblicher Anderer“ als wichtigstes Merkmal der Ästhetik in den Bildern Leitermanns. Gemäß der Definition von Roland Barthes zeigten seine Fotos nicht primär „das, was nicht mehr ist“, sondern in erster Linie „das, was einmal gewesen ist“. In diesem Sinne werde der Betrachter mit der „Gewesenheit endlicher Menschen“ in Beziehung gesetzt.

## Filmografie (Auswahl)
- Die Höhlensoldaten am Djebel Beni Smir – Acht Jahre Algerienkrieg, Hessischer Rundfunk, 10. Dezember 1961
- Die vergessene Armee, Hessischer Rundfunk, 10. August 1962
- Nach dem Sieg. Algerien, Hessischer Rundfunk, 16. Dezember 1962

## Illustrierte Berichte (Auswahl)
- Wer hob die Bande aus?, Der Spiegel vom 21. November 1955, (pdf)
- The Algerian Rebel Army, Sunday Telegraf vom 12. März 1961
- Mustafa der Heldenklau. Algerien. Weltbild vom 17. März 1961
- Wer lesen kann ist in Angola verdächtig, Frankfurter Rundschau vom 17. Mai 1961
- Werkzeuge des Todes, Frankfurter Illustrierte vom 21. Mai 1961